# Sardegna (1895)
«Сарденья» (італ. Sardegna) — броненосець ВМС Італії типу «Ре Умберто» кінця XIX - початку XX століття.

## Історія створення
Броненосець «Сарденья» закладений 24 жовтня 1885 року в Арсеналі флоту у Ла-Спеції. Спущений на воду 20 вересня 1890 року, вступив у стрій 16 лютого 1895 року.

## Історія служби
Після вступу у стрій броненосець «Сарденья» був переданій дивізії навчальних кораблів.
Брав участь в італійсько-турецькій війні 1911-1912 років. Здійснював обстріли лівійського узбережжя та забезпечував висадку десанту.
На початок Першої світової війни «Сарденья» вже був застарілим кораблем. Він використовувався для берегової оборони Венеції, потім Бріндізі і Таранто.
Протягом 1919-1922 років був стаціонером у Стамбулі під час його окупації.
У 1923 році «Сарденья» був зданий на злам.